# Auzeville-Tolosane
Auzeville-Tolosane is een gemeente in het Franse departement Haute-Garonne (regio Occitanie). De plaats maakt deel uit van het arrondissement Toulouse. Auzeville-Tolosane telde op 1 januari 2022 4.451 inwoners.

## Geografie
De oppervlakte van Auzeville-Tolosane bedroeg op 1 januari 2022 6,66 vierkante kilometer; de bevolkingsdichtheid was toen 668,3 inwoners per km².

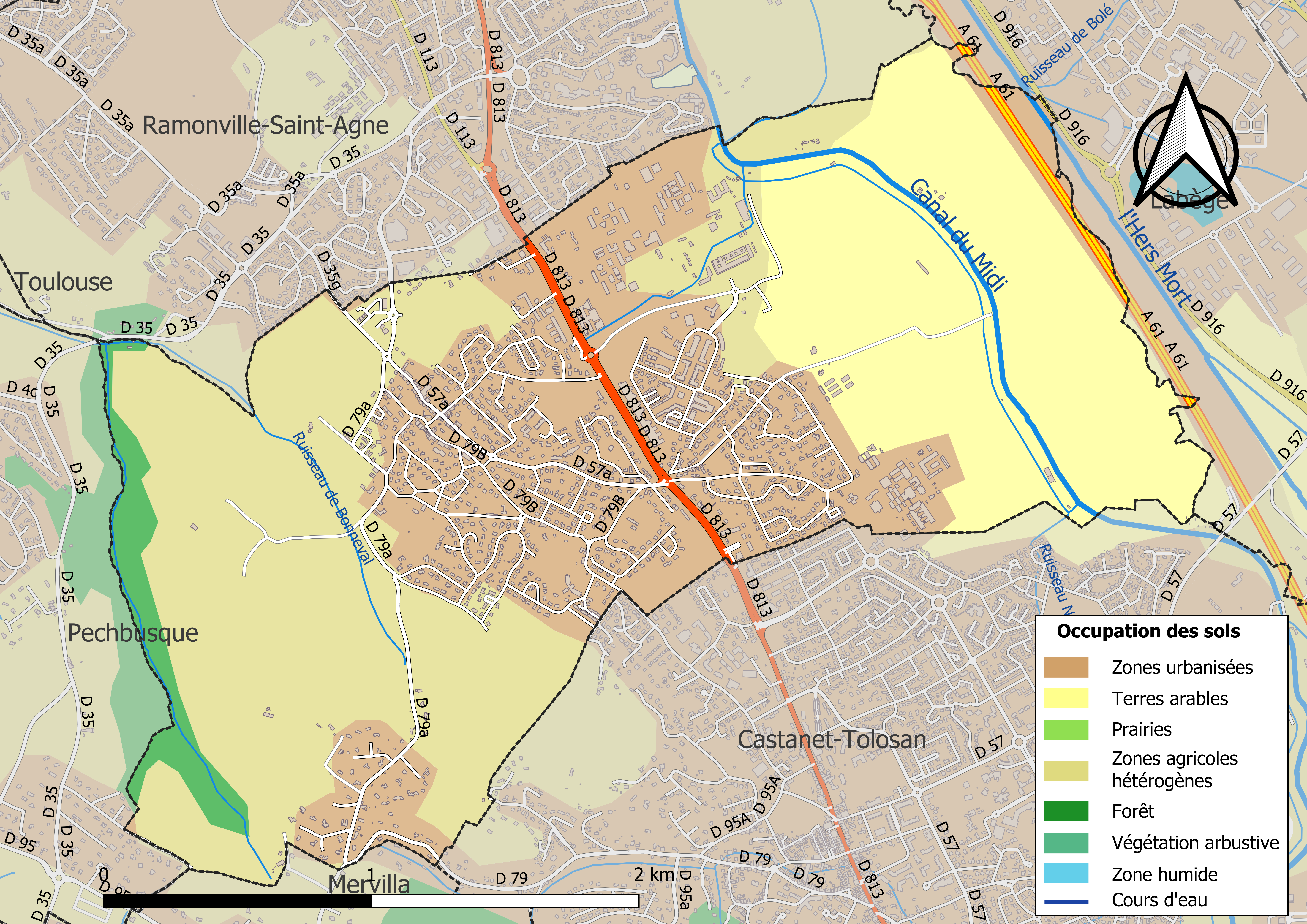
Kaart van de gemeente met belangrijkste infrastructuur, bodemgebruik en omliggende gemeenten

## Demografie
Onderstaande figuur toont het verloop van het inwonertal (bron: INSEE-tellingen).